# Enguera
Enguera, en castillan et officiellement (Ènguera en valencien), est une commune d'Espagne de la province de Valence dans la Communauté valencienne. Elle est le chef-lieu de la comarque de la Canal de Navarrés et est située dans la zone à prédominance linguistique castillane.

## Géographie

Localisation d'Enguera
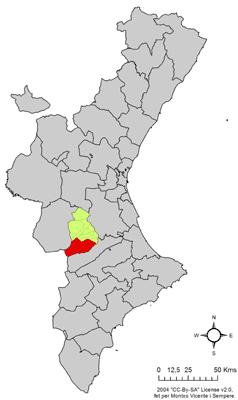
dans la Communauté valencienne.
dans la comarque de la Canal de Navarrés.

### Localités limitrophes
Le territoire communal de Enguera est voisin de celui des communes suivantes :
Anna, Chella, Bolbaite, Quesa, Ayora, Almansa, La Font de la Figuera, Moixent, Vallada, Montesa et avec une petite enclave de Xàtiva.

## Administration
Liste des maires, depuis les premières élections démocratiques.
| Législature | Nom du Maire            | Parti politique                                    |
| ----------- | ----------------------- | -------------------------------------------------- |
| 1979-1983   | Enrique Sánchiz Simón   | PSPV-PSOE                                          |
| 1983-1987   | Enrique Sánchiz Simón   | PSPV-PSOE                                          |
| 1987-1991   | Enrique Sánchiz Simón   | PSPV-PSOE                                          |
| 1991-1995   | Enrique Sánchiz Simón   | PSPV-PSOE                                          |
| 1995-1999   | Enrique Sánchiz Simón   | PSPV-PSOE                                          |
| 1999-2003   | Santiago Arévalo Llácer | PP                                                 |
| 2003-2007   | Santiago Arévalo Llácer | PP                                                 |
| 2007-2011   | Santiago Arévalo Llácer | PP                                                 |
| 2011-2015   | Santiago Arévalo Llácer | PP                                                 |
| 2015-2019   | Oscar Martinez Poquet   | PSPV-PSOE                                          |
| 2019-       | Matilde Marin           | Première femme maire après 40 ans de démocratie PP |

## Jumelages
- Haskovo (Bulgarie)
- Melesse (France)